# Alton (Indiana)
Alton és una població dels Estats Units a l'estat d'Indiana. Segons el cens del 2000 tenia 53 habitants.

## Demografia
Segons el cens del 2000, Alton tenia 53 habitants, 24 habitatges, i 16 famílies. La densitat de població era de 120,4 habitants per km².
Dels 24 habitatges en un 29,2% hi vivien nens de menys de 18 anys, en un 54,2% hi vivien parelles casades, en un 12,5% dones solteres, i en un 33,3% no eren unitats familiars. En el 29,2% dels habitatges hi vivien persones soles el 12,5% de les quals corresponia a persones de 65 anys o més que vivien soles. El nombre mitjà de persones vivint en cada habitatge era de 2,21 i el nombre mitjà de persones que vivien en cada família era de 2,75.
Per edats la població es repartia de la següent manera: un 22,6% tenia menys de 18 anys, un 9,4% entre 18 i 24, un 28,3% entre 25 i 44, un 26,4% de 45 a 60 i un 13,2% 65 anys o més.
L'edat mediana era de 38 anys. Per cada 100 dones de 18 o més anys hi havia 86,4 homes.
La renda mediana per habitatge era de 19.375 $ i la renda mediana per família de 29.375 $. Els homes tenien una renda mediana de 41.250 $ mentre que les dones 11.250 $. La renda per capita de la població era d'11.167 $. Entorn del 7,7% de les famílies i el 9,3% de la població estaven per davall del llindar de pobresa.

## Poblacions més properes
El següent diagrama mostra les poblacions més properes.